# Chironemus marmoratus
Chironemus marmoratus är en fiskart som beskrevs av Günther, 1860. Chironemus marmoratus ingår i släktet Chironemus och familjen Chironemidae. Inga underarter finns listade i Catalogue of Life.